# Gianni Giannini
Gianni Giannini (Firenze, 7 febbraio 1949) è un attore, cantante e cabarettista italiano.

## Biografia
Fiorentino di nascita, vive attualmente ad Asciano in provincia di Siena. Fin da giovanissimo comincia a fare spettacolo suonando chitarra e batteria con l'orchestra “i magnifici sette”. Come musicista ha suonato con diversi artisti tra cui Donatella Moretti e Gianni Morandi. Risale proprio a questo periodo il suo inizio come comico ed intrattenitore, quando riempiva gli spazi tra un brano e l'altro con battute e barzellette.
Ha partecipato a numerosi programmi televisivi di intrattenimento, come Domenica in, con Pippo Baudo, a varie fiction televisive di successo, tra cui Carabinieri e La squadra, ed ha partecipato anche ad alcuni film tra cui spiccano Il prato dei fratelli Taviani ed Amici miei - Atto IIIº di Nanni Loy. La sua attività principale rimane il cabaret che lo vede impegnato con altri artisti toscani. Numerosi sono i personaggi che interpreta sul palco, a cominciare dal motociclista “Ugo Cornacchini” con la sua fedele Guzzi.
Ultimamente porta in giro per l'Italia il suo show/parodia “Toscanzo Show”. Nel 2002 ha ricevuto il “Pegaso” alla carriera, massimo riconoscimento per lo spettacolo della Regione Toscana. Nel 2005 riceve il premio La Rosa dell'Umbria, riconoscimento per lo spettacolo della regione Umbria. Collabora attivamente alla Associazione “Insieme per la vita”, una Onlus che si occupa di supportare le famiglie bisognose con bambini affetti da gravi patologie.

## Trasmissioni
- Talent Scout, regia di Gianni Ravera (1980)
- Domenica in, Rai Uno (1982)
- È fortissimo, Tele City Genova
- Cantagiro, Rai Uno (1991)
- Un'estate un'avventura, Rai Uno (1992)
- Festival di Sanscemo, Rai Tre
- Telethon, Rai Uno (1993)
- Alle due su Rai 1, Rai Uno (1999)
- Novecento, Rai Tre (2001)
- Sereno variabile, Rai Due (2002)

## Filmografia

### Cinema
- Il prato, regia di Paolo e Vittorio Taviani (1979)
- Anche i ladri hanno un santo, regia di Giampiero Tartagni (1981)
- Amici miei - Atto IIIº, regia di Nanni Loy (1985)
- Il burbero, regia di Castellano e Pipolo (1986)
- Gole ruggenti, regia di Pier Francesco Pingitore (1992)
- La marea silenziosa, regia di Tommaso Cavallini (2010)
- Ridere fino a volare, regia di Adamo Antonacci (2012)
- Storia di un inganno, regia di Massimo Di Stefano e Alessandro Ingrà (2014)

### Televisione
- L'uomo che piaceva alle donne - Bel Ami, regia di Massimo Spano (2001)
- Non ho l'età, regia di Giulio Base (2001)
- Maria Goretti, regia di Giulio Base (2002)
- Due cuori e un delitto, regia di Davide Marengo (2002)
- Il mostro di Firenze, regia di Antonello Grimaldi (2009)
- Carabinieri, serie TV
- La squadra, serie TV
- Due sbirri per caso, di Raffaele Totaro e Massimo Di Stefano (2013), serie TV

## Discografia
- C'è una topa sulla Tipo
- Topa due - La vendetta
- Usa le palle in USA
- Toh! Panera (2010)
- Passerà (2012)